# ノルディックスキー世界選手権クロスカントリースキー競技メダリスト一覧 (女子)
以下はノルディックスキー世界選手権の女子クロスカントリースキー競技におけるメダリスト一覧である。

## 10km
- 1954年から採用、1993年から1999年までは行われなかった。
- 1989年はクラシカルとフリースタイルの2種目行われた。

| 開催年 開催場所               | 金                               | 銀                               | 銅                                 |
| ----------------------------- | -------------------------------- | -------------------------------- | ---------------------------------- |
| 1954 ファールン               | リュボフ・バラノワ＝コズィレワ   | シーリ・ランタネン               | ミルヤ・ヒエタミエス               |
| 1958 ラハティ                 | アレフティナ・コルチナ           | リュボフ・バラノワ＝コズィレワ   | シーリ・ランタネン                 |
| 1962 ザコパネ                 | アレフティナ・コルチナ           | マリア・グサコワ                 | ラディア・イェロシナ               |
| 1966 オスロ                   | クラウディヤ・ボヤルスキフ       | アレフティナ・コルチナ           | トイニ・グスタフソン               |
| 1970 ビソケ・タトリー         | アレフティナ・オリュニナ         | マルヤッタ・カヨスマ             | ガリナ・クラコワ                   |
| 1974 ファールン               | ガリナ・クラコワ                 | バーバラ・ペッツォルト           | ヘレナ・タカロ                     |
| 1978 ラハティ                 | ジナイダ・アモソワ               | ライサ・スメタニナ               | ヒルッカ・リーヒブオリ             |
| 1982 オスロ                   | ベリト・アウンリ                 | ヒルッカ・リーヒブオリ           | クヴェトスラヴァ・イェリオヴァ     |
| 1985 ゼーフェルト             | アネッテ・ボーエ                 | マルヤ＝リーサ・キルヴェスニエミ | グレーテ・インゲボルグ・ニッケルモ |
| 1987 オーベルストドルフ       | アンネ・ヤーレン                 | マルヨ・マティカイネン           | ブリット・ペテルセン               |
| 1989 ラハティ(クラシカル)     | マルヤ＝リーサ・キルヴェスニエミ | ピルッコ・マーッタ               | マルヨ・マティカイネン             |
| 1989 ラハティ(フリースタイル) | エレーナ・ヴェルベ               | マルヨ・マティカイネン           | タマラ・チホノワ                   |
| 1991 ヴァル・ディ・フィエンメ | エレーナ・ヴェルベ               | マリー＝ヘレネ・ウェスティン     | タマラ・チホノワ                   |
| 2001 ラハティ                 | ベンテ・スカリ                   | オリガ・ダニロワ                 | ラリサ・ラズチナ                   |
| 2003 ヴァル・ディ・フィエンメ | ベンテ・スカリ                   | クリスチナ・シュミグン           | ヒルデ・ペデルセン                 |
| 2005 オーベルストドルフ       | カテジナ・ノイマノワ             | ユリヤ・チェパロワ               | マリット・ビョルゲン               |
| 2007 札幌                     | カテジナ・ノイマノワ             | オルガ・ザビアロワ               | アリアンナ・フォリス               |
| 2009 リベレツ                 | アイノ＝カイサ・サーリネン       | マリアンナ・ロンガ               | ユスチナ・コヴァルチック           |
| 2011 オスロ                   | マリット・ビョルゲン             | ユスチナ・コヴァルチック         | アイノ＝カイサ・サーリネン         |
| 2013 ヴァル・ディ・フィエンメ | テレーセ・ヨーハウグ             | マリット・ビョルゲン             | ユリア・チェカレワ                 |
| 2015 ファールン               | ハロッテ・カッラ                 | ジェシカ・ディギンス             | カトリン・グレッグ                 |

## 4x5kmリレー (1954年から1970年まで3x5kmリレー)
- 1954年から採用された。
- 1970年までは1チーム3人、1974年から1チーム4人

| 開催年 開催場所               | 金 | 銀 | 銅 |
| ----------------------------- | --- | --- | --- |
| 1954 ファールン               | リュボフ・バラノワ＝コズィレワ マルガリータ・マスレニコワ ワレンチナ・ツァリョーワ                    | シルッカ・ポルクネン ミルヤ・ヒエタミエス シーリ・ランタネン                                              | アンナ＝リサ・エリクソン マルタ・ノルベリ ソーニャ・エドストローム                                      |
| 1958 ラハティ                 | ラディア・イェロシナ アレフティナ・コルチナ リュボフ・バラノワ＝コズィレワ                            | トイニ・ポイスチ ピルッコ・コルケー シーリ・ランタネン                                                    | マルタ・ノルベリ イルマ・ヨハンソン ソーニャ・エドストローム                                            |
| 1962 ザコパネ                 | リュボフ・バラノワ＝コズィレワ マリア・グサコワ アレフティナ・コルチナ                                | バルブロ・マルティンソン ブリット・ストランベリ トイニ・グスタフソン                                      | シーリ・ランタネン エーヴァ・ルオッパ ミルヤ・レートネン                                                |
| 1966 オスロ                   | クラウディヤ・ボヤルスキフ リタ・アチキナ アレフティナ・コルチナ                                      | Ingrid Wigernæs インゲル・アフレス ベリト・メルドレ                                                       | バルブロ・マルティンソン ブリット・ストランベリ トイニ・グスタフソン                                    |
| 1970 ビソケ・タトリー         | ニナ・フョードロワ ガリナ・クラコワ アレフティナ・オリュニナ                                          | Gabriele Haupt Renata Fischer Anna Unger                                                                  | セニヤ・プスラ ヘレナ・タカロ マルヤッタ・カヨスマ                                                      |
| 1974 ファールン               | ニナ・フョードロワ ニナ・セリュニナ ライサ・スメタニナ ガリナ・クラコワ                               | ジクルン・クラウゼ ペトラ・ヒンゼ バーバラ・ペッツォルト フェロニカ・シュミット                           | Alena Bartošová ガブリエラ・セカヨワ Miroslava Jaškovská ブランカ・パウルー                             |
| 1978 ラハティ                 | タニア・イムピオ マルヤ＝リーサ・ハマライネン ヒルッカ・リーヒブオリ ヘレナ・タカロ                   | マリエス・ロストク ブリジット・シュライバー バーバラ・ペッツォルト クリステル・マイネル                   | ニナ・ロチェワ ジナイダ・アモソワ ライサ・スメタニナ ガリナ・クラコワ                                   |
| 1982 オスロ                   | アネッテ・ボーエ インゲル＝ヘレネ・ニブローテン ベリト・アウンリ ブリット・ペテルセン                 | リュボフ・リャドワ リュボフ・サボロトスカヤ ライサ・スメタニナ ガリナ・クラコワ                           | ペトラ・セルター カローラ・アンディング バーバラ・ペッツォルト フェロニカ・ヘッセ                       |
| 1985 ゼーフェルト             | タマラ・チホノワ ライサ・スメタニナ リリヤ・ワシルチェンコ アンフィサ・ロマノワ                       | アネッテ・ボーエ アンネ・ヤーレン グレーテ・インゲボルグ・ニッケルモ ベリト・アウンリ                     | Manuela Drescher Gaby Nestler Antje Misersky Ute Noack                                                  |
| 1987 オーベルストドルフ       | アントニナ・オルディナ ニナ・ガブリリュク ラリサ・プチスティナ アンフィサ・レスツォワ                 | マリアンネ・ダールモ Nina Skeime アンネ・ヤーレン アネッテ・ボーエ                                        | マグダレナ・ヴァリン Karin Lamberg-Skog アニカ・ダールマン マリー＝ヘレネ・ウェスティン                 |
| 1989 ラハティ                 | ピルッコ・マーッタ マルヤ＝リーサ・キルヴェスニエミ ヤーナ・サヴォライネン マルヨ・マティカイネン     | ユリヤ・シャムシュリナ ライサ・スメタニナ タマラ・チホノワ エレーナ・ヴェルベ                             | インゲル＝ヘレネ・ニブローテン アンネ・ヤーレン Nina Skeime マリアンネ・ダールモ                        |
| 1991 ヴァル・ディ・フィエンメ | リュボーフィ・エゴロワ ライサ・スメタニナ タマラ・チホノワ エレーナ・ヴェルベ                         | ビーチェ・ヴァンツェッタ マヌエラ・ディ・チェンタ ガブリエラ・パルッツィ ステファーニア・ベルモンド       | ソルヴァイク・ペデルセン インゲル＝ヘレネ・ニブローテン エリン・ニルセン トルーデ・ディベンダール       |
| 1993 ファールン               | エレーナ・ヴェルベ ラリサ・ラズチナ ニナ・ガブリリュク リュボーフィ・エゴロワ                         | ガブリエラ・パルッツィ ビーチェ・ヴァンツェッタ マヌエラ・ディ・チェンタ ステファーニア・ベルモンド       | トルーデ・ディベンダール インゲル＝ヘレネ・ニブローテン アニタ・モーエン エリン・ニルセン               |
| 1995 サンダー・ベイ           | オリガ・ダニロワ エレーナ・ヴェルベ ラリサ・ラズチナ ニナ・ガブリリュク                               | マリット・ミッケルスプラス インゲル＝ヘレネ・ニブローテン エリン・ニルセン アニタ・モーエン               | アンナ・フリチオフ マリー＝ヘレネ・ウェスティン アントニーナ・オルディナ アネッテ・ファンクビスト       |
| 1997 トロンハイム             | オリガ・ダニロワ ラリサ・ラズチナ ニナ・ガブリリュク エレーナ・ヴェルベ                               | ベンテ・マルチンセン マリット・ミッケルスプラス エリン・ニルセン トルーデ・ディベンダール＝ハルツ         | リーッカ・シルビオ トゥリッキ・ピーッコネン カティ・プルッキネン サトゥ・サロネン                       |
| 1999 ラムソー                 | オリガ・ダニロワ ラリサ・ラズチナ アンフィサ・レスツォワ ニナ・ガブリリュク                           | サビーナ・バルブーザ ガブリエラ・パルッツィ アントネッラ・コンフォルトラ ステファーニア・ベルモンド       | ヴィオラ・バウアー ラモナ・ロス エヴィ・ザッヘンバッハー Sigrid Wille                                   |
| 2001 ラハティ                 | オリガ・ダニロワ ラリサ・ラズチナ ユリヤ・チェパロワ ニナ・ガブリリュク                               | アニタ・モーエン ベンテ・スカリ エリン・ニルセン ヒルデ・ペデルセン                                       | ガブリエラ・パルッツィ サビーナ・バルブーザ ステファーニア・ベルモンド Cristina Paluselli               |
| 2003 ヴァル・ディ・フィエンメ | マヌエラ・ヘンケル ヴィオラ・バウアー クラウディア・キュンツェル エヴィ・ザッヘンバッハー             | アニタ・モーエン マリット・ビョルゲン ヒルデ・ペデルセン ヴィベケ・スコフテルート                         | ナタリア・コロステロワ オルガ・ザビャロワ エレーナ・ブルキナ ニナ・ガブリリュク                         |
| 2005 オーベルストドルフ       | ヴィベケ・スコフテルート ヒルデ・ペデルセン クリスティン・ストルメル・スタイラ マリット・ビョルゲン   | ラリサ・クルキナ ナタリア・バラノワ＝マサルキナ エフゲニア・メドベデワ ユリヤ・チェパロワ                 | ガブリエラ・パルッツィ アントネッラ・コンフォルトラ サビーナ・バルブーザ アリアンナ・フォリス           |
| 2007 札幌                     | ビルピ・クイトゥネン アイノ＝カイサ・サーリネン リータ＝リーサ・ロポネン ピルヨ・マンニネン           | シュテファニー・ベーラー ヴィオラ・バウアー クラウディア・ニスタット エヴィ・ザッヘンバッハー＝シュテーレ | ヴィベケ・スコフテルート マリット・ビョルゲン クリスティン・ストルメル・スタイラ アストリド・ヤコブセン |
| 2009 リベレツ                 | ピルヨ・ムラネン ビルピ・クイトゥネン リータ＝リーサ・ロポネン アイノ＝カイサ・サーリネン             | カトリン・ツェラー エヴィ・ザッヘンバッハー＝シュテーレ ミリアム・ゲスナー クラウディア・ニスタット       | リナ・アンデション ブリッタ・ノルグレン アンナ・ハーグ ハロッテ・カッラ                                 |
| 2011 オスロ                   | ヴィベケ・スコフテルート テレーセ・ヨーハウグ クリスティン・ストルメル・スタイラ マリット・ビョルゲン | アイダ・インゲマルスドッター アンナ・ハーグ ブリッタ・ノルグレン ハロッテ・カッラ                         | ピルヨ・ムラネン アイノ＝カイサ・サーリネン リータ＝リーサ・ロポネン クリスタ・ラハテンマキ             |
| 2013 ヴァル・ディ・フィエンメ | ハイディ・ウェング テレーセ・ヨーハウグ クリスティン・ストルメル・スタイラ マリット・ビョルゲン       | アイダ・インゲマルスドッター エマ・ヴィケン アンナ・ハーグ ハロッテ・カッラ                               | ユリア・イワノワ アリヤ・イクサノワ マリヤ・グシナ ユリア・チェカレワ                                   |
| 2015 ファールン               | ハイディ・ウェング テレーセ・ヨーハウグ アストリッド・ヤコブセン マリット・ビョルゲン                 | ソフィア・ブレックル ハロッテ・カッラ マリア・リードゥクヴィスト スティーナ・ニルソン                     | アイノ＝カイサ・サーリネン ケルットゥ・ニスカネン リータ＝リーサ・ロポネン クリスタ・パルマコスキ       |

## 5km
- 1962年から採用、1989年は実施せず。2001年以降実施せず。

| 開催年 開催場所               | 金                       | 銀                               | 銅                                 |
| ----------------------------- | ------------------------ | -------------------------------- | ---------------------------------- |
| 1962 ザコパネ                 | アレフティナ・コルチナ   | リュボフ・バラノワ＝コズィレワ   | マリア・グサコワ                   |
| 1966 オスロ                   | アレフティナ・コルチナ   | クラウディヤ・ボヤルスキフ       | リタ・アチキナ                     |
| 1970 ビソケ・タトリー         | ガリナ・クラコワ         | ガリナ・ピリュシェンコ           | ニナ・フョードロワ                 |
| 1974 ファールン               | ガリナ・クラコワ         | ブランカ・パウルー               | ライサ・スメタニナ                 |
| 1978 ラハティ                 | ヘレナ・タカロ           | ヒルッカ・リーヒブオリ           | ライサ・スメタニナ                 |
| 1982 オスロ                   | ベリト・アウンリ         | ヒルッカ・リーヒブオリ           | ブリット・ペテルセン               |
| 1985 ゼーフェルト             | アネッテ・ボーエ         | マルヤ＝リーサ・ハマライネン     | グレーテ・インゲボルグ・ニッケルモ |
| 1987 オーベルストドルフ       | マルヨ・マティカイネン   | アンフィサ・レスツォワ           | エビ・クラッツァー                 |
| 1991 ヴァル・ディ・フィエンメ | トルーデ・ディベンダール | マルヤ＝リーサ・キルヴェスニエミ | マヌエラ・ディ・チェンタ           |
| 1993 ファールン               | ラリサ・ラズチナ         | リュボーフィ・エゴロワ           | トルーデ・ディベンダール           |
| 1995 サンダー・ベイ           | ラリサ・ラズチナ         | ニナ・ガブリリュク               | マヌエラ・ディ・チェンタ           |
| 1997 トロンハイム             | エレーナ・ヴェルベ       | ステファーニア・ベルモンド       | オリガ・ダニロワ                   |
| 1999 ラムソー                 | ベンテ・マルチンセン     | オリガ・ダニロワ                 | カテジナ・ノイマノワ               |

## 30km (1978年から1987年まで20km)
- 1978年に採用（当時は20km）
- 1980年はオリンピックで採用されていなかったための代替開催。
- 1989年から30kmに延長された。
- 2001年は中止された。

| 開催年 開催場所               | 金                                 | 銀                                 | 銅                             |
| ----------------------------- | ---------------------------------- | ---------------------------------- | ------------------------------ |
| 1978 ラハティ                 | ジナイダ・アモソワ                 | ライサ・スメタニナ                 | ヘレナ・タカロ                 |
| 1980 ファールン               | フェロニカ・ヘッセ                 | ガリナ・クラコワ                   | ライサ・スメタニナ             |
| 1982 オスロ                   | ライサ・スメタニナ                 | ベリト・アウンリ                   | ヒルッカ・リーヒブオリ         |
| 1985 ゼーフェルト             | グレーテ・インゲボルグ・ニッケルモ | ブリット・ペテルセン               | アネッテ・ボーエ               |
| 1987 オーベルストドルフ       | マリー＝ヘレネ・ウェスティン       | アンフィサ・レスツォワ             | ラリサ・プティスティナ         |
| 1989 ラハティ                 | エレーナ・ヴェルベ                 | ラリサ・ラズチナ                   | マルヨ・マティカイネン         |
| 1991 ヴァル・ディ・フィエンメ | リュボーフィ・エゴロワ             | エレーナ・ヴェルベ                 | マヌエラ・ディ・チェンタ       |
| 1993 ファールン               | ステファーニア・ベルモンド         | マヌエラ・ディ・チェンタ           | リュボーフィ・エゴロワ         |
| 1995 サンダー・ベイ           | エレーナ・ヴェルベ                 | マヌエラ・ディ・チェンタ           | アントニーナ・オルディナ       |
| 1997 トロンハイム             | エレーナ・ヴェルベ                 | ステファーニア・ベルモンド         | マリット・ミッケルスプラス     |
| 1999 ラムソー                 | ラリサ・ラズチナ                   | オリガ・ダニロワ                   | クリスチナ・シュミグン         |
| 2003 ヴァル・ディ・フィエンメ | オルガ・ザビアロワ                 | エレーナ・ブルキナ                 | クリスチナ・シュミグン         |
| 2005 オーベルストドルフ       | マリット・ビョルゲン               | ビルピ・クイトゥネン               | ナタリア・バラノワ＝マサルキナ |
| 2007 札幌                     | ビルピ・クイトゥネン               | クリスティン・ストルメル・スタイラ | テレーセ・ヨーハウグ           |
| 2009 リベレツ                 | ユスチナ・コヴァルチック           | エフゲニア・メドベデワ             | ヴァレンティナ・シェフチェンコ |
| 2011 オスロ                   | テレーセ・ヨーハウグ               | マリット・ビョルゲン               | ユスチナ・コヴァルチック       |
| 2013 ヴァル・ディ・フィエンメ | マリット・ビョルゲン               | ユスチナ・コヴァルチック           | テレーセ・ヨーハウグ           |
| 2015 ファールン               | イングビル・エストベリ             | マリット・ビョルゲン               | ハロッテ・カッラ               |

## 15km
- 1989年に採用され、2003年まで行われた。

| 開催年 開催場所               | 金                         | 銀                               | 銅                             |
| ----------------------------- | -------------------------- | -------------------------------- | ------------------------------ |
| 1989 ラハティ                 | マルヨ・マティカイネン     | マルヤ＝リーサ・キルヴェスニエミ | ピルッコ・マーッタ             |
| 1991 ヴァル・ディ・フィエンメ | エレーナ・ヴェルベ         | トルーデ・ディベンダール         | ステファーニア・ベルモンド     |
| 1993 ファールン               | エレーナ・ヴェルベ         | マルヤ＝リーサ・キルヴェスニエミ | マリュト・ロリグ               |
| 1995 サンダー・ベイ           | ラリサ・ラズチナ           | エレーナ・ヴェルベ               | インゲル＝ヘレネ・ニブローテン |
| 1997 トロンハイム             | エレーナ・ヴェルベ         | ステファーニア・ベルモンド       | カテジナ・ノイマノワ           |
| 1999 ラムソー                 | ステファーニア・ベルモンド | クリスチナ・シュミグン           | Maria Theurl                   |
| 2001 ラハティ                 | ベンテ・スカリ             | オリガ・ダニロワ                 | カイサ・バリス                 |
| 2003 ヴァル・ディ・フィエンメ | ベンテ・スカリ             | クリスチナ・シュミグン           | オルガ・ザビャロワ             |

## 複合（パシュート）・スキーアスロン
- 1993年から採用、方式はかなりの試行錯誤があった。
  - 1993年から1999年：1日目5kmクラシカル時間差スタート、2日目10kmフリースタイル
  - 2001年：前半5kmクラシカル時間差スタート、その後同日中に後半5kmフリースタイル
  - 2003年：前半5kmクラシカルマススタート、スキー板・靴・ポールを取り替えて引き続き後半5kmフリースタイル
  - 2005年から：前半7.5kmクラシカルマススタート、スキー板・靴・ポールを取り替えて引き続き後半7.5kmフリースタイル
  - 2013年から名称がスキーアスロンに変更された。

| 開催年 開催場所               | 金                         | 銀                                 | 銅                                 |
| ----------------------------- | -------------------------- | ---------------------------------- | ---------------------------------- |
| 1993 ファールン               | ステファーニア・ベルモンド | ラリサ・ラズチナ                   | リュボーフィ・エゴロワ             |
| 1995 サンダー・ベイ           | ラリサ・ラズチナ           | ニナ・ガブリリュク                 | オリガ・ダニロワ                   |
| 1997 トロンハイム             | エレーナ・ヴェルベ         | ステファーニア・ベルモンド         | ニナ・ガブリリュク                 |
| 1999 ラムソー                 | ステファーニア・ベルモンド | ニナ・ガブリリュク                 | イリナ＝テレリア・タラネンコ       |
| 2001 ラハティ                 | ビルピ・クイトゥネン       | ラリサ・ラズチナ                   | オルガ・ザビアロワ                 |
| 2003 ヴァル・ディ・フィエンメ | クリスチナ・シュミグン     | エヴィ・ザッヘンバッハー           | オルガ・ザビアロワ                 |
| 2005 オーベルストドルフ       | ユリヤ・チェパロワ         | マリット・ビョルゲン               | クリスティン・ストルメル・スタイラ |
| 2007 札幌                     | オルガ・ザビアロワ         | カテジナ・ノイマノワ               | クリスティン・ストルメル・スタイラ |
| 2009 リベレツ                 | ユスチナ・コヴァルチック   | クリスティン・ストルメル・スタイラ | アイノ＝カイサ・サーリネン         |
| 2011 オスロ                   | マリット・ビョルゲン       | ユスチナ・コヴァルチック           | テレーセ・ヨーハウグ               |
| 2013 ヴァル・ディ・フィエンメ | マリット・ビョルゲン       | テレーセ・ヨーハウグ               | ハイディ・ウェング                 |
| 2015 ファールン               | テレーセ・ヨーハウグ       | アストリッド・ヤコブセン           | ハロッテ・カッラ                   |

## 個人スプリント
- 2001年から採用

| 開催年 開催場所               | 金                     | 銀                           | 銅                   |
| ----------------------------- | ---------------------- | ---------------------------- | -------------------- |
| 2001 ラハティ                 | ピルヨ・マンニネン     | Kati Sundqvist               | ユリヤ・チェパロワ   |
| 2003 ヴァル・ディ・フィエンメ | マリット・ビョルゲン   | クラウディア・キュンツェル   | ヒルデ・ペデルセン   |
| 2005 オーベルストドルフ       | Emilie Öhrstig         | リナ・アンデション           | サラ・レナー         |
| 2007 札幌                     | アストリド・ヤコブセン | ペトラ・マジッチ             | ビルピ・クイトゥネン |
| 2009 リベレツ                 | アリアンナ・フォリス   | キッカン・ランドール         | ピルヨ・ムラネン     |
| 2011 オスロ                   | マリット・ビョルゲン   | アリアンナ・フォリス         | ペトラ・マジッチ     |
| 2013 ヴァル・ディ・フィエンメ | マリット・ビョルゲン   | アイダ・インゲマルスドッター | マイキン・ファーラ   |
| 2015 ファールン               | マリット・ビョルゲン   | アイダ・インゲマルスドッター | マイキン・ファーラ   |

## チームスプリント
- 2005年から採用

| 開催年 開催場所               | 金                                              | 銀                                                            | 銅                                                    |
| ----------------------------- | ----------------------------------------------- | ------------------------------------------------------------- | ----------------------------------------------------- |
| 2005 オーベルストドルフ       | ヒルデ・ペデルセン マリット・ビョルゲン         | リータ＝リーサ・ロポネン ピルヨ・マンニネン                   | ユリヤ・チェパロワ アレナ・シドコ                     |
| 2007 札幌                     | リータ＝リーサ・ロポネン ビルピ・クイトゥネン   | エヴィ・ザッヘンバッハー＝シュテーレ クラウディア・ニスタット | アストリド・ヤコブセン マリット・ビョルゲン           |
| 2009 リベレツ                 | アイノ＝カイサ・サーリネン ビルピ・クイトゥネン | アンナ・オルソン リナ・アンデション                           | マリアンナ・ロンガ アリアンナ・フォリス               |
| 2011 オスロ                   | アイダ・インゲマルスドッター ハロッテ・カッラ   | アイノ＝カイサ・サーリネン クリスタ・ラハテンマキ             | マイキン・ファーラ アストリド・ヤコブセン             |
| 2013 ヴァル・ディ・フィエンメ | ジェシカ・ディギンス キッカン・ランダール       | ハロッテ・カッラ アイダ・インゲマルスドッター                 | リーッカ・サラソヤ クリスタ・ラハテンマキ             |
| 2015 ファールン               | イングビル・エストベリ マイケン・ファラ         | アイダ・インゲマルスドッター スティーナ・ニルソン             | ユスチナ・コヴァルチック シルヴィア・ヤシュコヴィエツ |